# Tryon Island
Tryon Island är en ö i Australien. Den ligger i delstaten Queensland, omkring 490 kilometer norr om delstatshuvudstaden Brisbane. Arean är 0,17 kvadratkilometer. Ön är en del av Capricorn Group.
Den sträcker sig 0,5 kilometer i nord-sydlig riktning, och 0,7 kilometer i öst-västlig riktning.